# Siiri Välimaa
Siiri Välimaa, född 14 april 1990 i Raumo, är en finländsk fotbollsmålvakt som spelar för norska Kolbotn IL.